# SKYCITY Entertainment Group
SKYCITY Entertainment Group è un'azienda Neozelandese attiva nel settore del gioco d'azzardo che opera in patria, in Australia e in tutta la zona chiamata Australasia.
L'azienda è quotata alla borsa australiana e neozelandese.

## Storia
L'azienda iniziò le sue operazioni nel 1996, quando la compagnia fu costituita da diversi soci come proprietaria dello SKYCITY Auckland complex. Nel 1998 ha cominciato una politica di espansione che ha portato la compagnia a possedere diverse strutture in tutta la zona di competenza, La compagnia ha ottenuto è salita all'attenzione degli investitori internazionali dopo l'acquisto del resort MGM Grand Darwin dalla MGM Mirage, ribattezzato in seguito come SKYCITY Darwin.

## Proprietà
- SKYCITY Adelaide
- SKYCITY Auckland
- Christchurch Casino (40%)
- SKYCITY Darwin (Noto anche come MGM Grand Darwin)
- SKYCITY Hamilton
- SKYCITY Queenstown